# Willis Hawkins

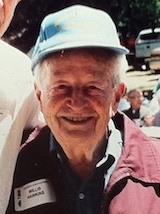
Willis Hawkins

Willis Moore Hawkins (* 1. Dezember 1913 in Kansas City (Missouri); † 28. September 2004 in Woodland Hills, Kalifornien) war ein US-amerikanischer Luftfahrtingenieur bei Lockheed. Er leitete das Entwicklungsteam für das Transportflugzeug Lockheed C-130 Hercules.
Hawkins studierte Flugzeugtechnik an der University of Michigan mit dem Bachelor-Abschluss 1937. Im selben Jahr ging er zu Lockheed. 1941 bis 1947 war er Manager des Preliminary Design Department und leitete es 1947 bis 1952. 1951 leitete er das Entwurfsteam für das Model 82, aus dem dann die Hercules wurde. 1954 bis 1957 war er leitender Ingenieur (Director of Engineering) der Missiles and Space Division (Raketen, Raumfahrt), 1957 bis 1960 deren Assistant General Manager und danach bis 1962 deren General Manager. Unter seiner Leitung wurden damals unter anderem die Polaris-Raketen für die US Navy entwickelt. 1960 wurde er Vizepräsident bei Lockheed, zuständig für Forschung und Entwicklung. 1963 bis 1966 war er Assistant Secretary für Forschung und Entwicklung der US-Army (während dieser Zeit wurde unter anderem der M1 Abrahams Panzer auf den Weg gebracht). Danach war er wieder bei Lockheed als Corporate Senior Vice President (ab 1969). 1972 bis 1980 war er im Aufsichtsrat von Lockheed (Board of Directors). 1974 ging er vorzeitig in den Ruhestand, wurde noch einmal zurückgeholt um vorübergehend 1976 bis 1979 die Abteilung Kalifornien zu leiten. 2004 erlebte er noch die Feiern zum 50. Jahrestags des ersten Flugs der Hercules (23. August 1954).
Er war außer an der Hercules an der Entwicklung der Lockheed Constellation, der Lockheed P-80 Shooting Star, der Lockheed XF-90, der Lockheed F-94 Starfire und der Lockheed F-104 Starfighter beteiligt. Der Shooting Star war das erste Düsenflugzeug, das von der US Air Force eingesetzt wurde. Ein während des Zweiten Weltkriegs (ab 1939) begonnenes Düsenjägerprojekt von Lockheed -  die L-133, an deren Entwicklung Hawkins beteiligt war- wurde von der US Air Force als zu fortschrittlich abgelehnt.
1963 wurde er Ehrendoktor der University of Michigan und 1966 des Illinois College. 1988 erhielt er die National Medal of Science und 1961 die US Navy Distinguished Public Service Medal. Er war Mitglied der National Academy of Engineering und Fellow der Royal Aeronautical Society und des American Institute of Aeronautics and Astronautics.